# 保全戶
保全戶，台灣水土保持局管理潛在災區民眾的用語。行政院農業委員會水土保持局評估全台灣的溪流，考量坡度、雨量、水文、地質等等自然要素，另勘查當地有無橋梁、住家、建築物，將具有災害之虞的河流，劃入土石流「潛勢溪流」，造冊列管影響範圍內的民眾，稱為「保全戶」。在2019年，台灣共1,725條土石流「潛勢溪流」，保全對象約46,000-50,000人。地方政府可主動提報給水保局，由水保局勘查。

## 八八水災的國家賠償案
八八水災的國家賠償案到最後，小林村內15名保全戶勝訴，其他123名小林村村民敗訴，由此衍生「谁是保全戶」的認定問題和公開造冊問題。水土保持局土石流防災中心副總工程司兼主任尹孝元表示，「牽涉到個資問題，保全戶名單沒有公開，保留在地方政府和水保局。」